# Анзац
Aнза́ц (нем. Ansatz, от an — при, над, и setzen — ставить) — используемый в теоретической физике термин немецкого происхождения, обозначающий некую догадку о том, какую форму должно иметь решение уравнения или системы уравнений, а также само это предполагаемое решение (функция или множество функций). Формально эта догадка может не основываться на какой-либо теории (либо основываться на эвристических соображениях) и получать подтверждение лишь после того, как найдено решение рассматриваемых уравнений.
Вначале делается предположение, что решение имеет специфическую форму функции, например многочлен или экспонента, и что эта функция — анзац — имеет ряд неопределённых параметров, которые соответствуют числу уравнений. Анзац подставляется в уравнения, которые предстоит решать, что приводит к системе алгебраических уравнений для свободных параметров, которые, как правило, гораздо легче решить, чем исходные уравнения.
Анзац-подход является важным методом при решении дифференциальных уравнений, где есть возможность подставить пробные функции в систему уравнений и проверить решение.
Наиболее известные примеры: подстановка Бете (англ. Bethe ansatz; 1931; в русских источниках термин «анзац» часто встречается как «подстановка»), метод Ритца, анзац Бора, анзац Фаддеева — Попова, анзац Грина.

## Пример
Чтобы решить дифференциальное уравнение {\displaystyle y'=ky} (где {\displaystyle k} — произвольная константа), нетривиальным решением которого является, предположительно, экспоненциальная функция, рассматривается анзац вида
{\displaystyle y(t)=Ce^{At},}
где {\displaystyle A} и {\displaystyle C} — ненулевые константы. С учётом того, что {\displaystyle y'=ACe^{At}=A\cdot y}, уравнение принимает вид {\displaystyle A\cdot y=k\cdot y}. Так как нетривиальное решение {\displaystyle y} не равно тождественно нулю, то {\displaystyle A=k}. Окончательное решение уравнения:
{\displaystyle y(t)=C\cdot e^{kt}.}